# Konjsko Brdo
Konjsko Brdo je vesnice v Chorvatsku v Licko-senjské župě. Je součástí opčiny Perušić, od jejíhož stejnojmenného střediska se nachází asi 2 km severozápadně. V roce 2011 zde trvale žilo 118 obyvatel. Nejvíce obyvatel zde žilo v roce 1869 (celkem 1 410), od té doby po většinu času počet obyvatel klesal.
Blízko vesnice prochází dálnice A1 a nachází se zde též exit 9.

## Sousední sídla
| Růžice kompasu |         | Kosa Janjačka     |             | Růžice kompasu |
| Růžice kompasu | Kvarte  | Sever             | Široka Kula | Růžice kompasu |
| Růžice kompasu | Kvarte  | Konjsko Brdo      | Široka Kula | Růžice kompasu |
| Růžice kompasu | Kvarte  | Jih               | Široka Kula | Růžice kompasu |
| Růžice kompasu | Perušić | Bukovac Perušićki |             | Růžice kompasu |